# Suzuki Escudo Pikes Peak
El Escudo Pikes Peak fue un automóvil de competición hecho por el fabricante Suzuki para la prueba Pikes Peak International Hill Climb. El automóvil debutó en 1996 y siguió hasta 2001. Es conocido por hacer su apariciones en la serie de videojuegos Gran Turismo.

## Resultados
El Escudo debutó en 1995 pilotado por Nobuhiro Tajima, obteniendo el primer puesto en 1996 y el segundo puesto en la ediciones de 1997, 1998, 1999 y 2000. En 2001 fue su última participación sin buenos resultados.